# 偶像時間星光樂園
《偶像時間星光樂園》是《星光樂園》第二部的電視動畫。2017年4月4日於TXN電視網播出，全一季結束，香港由無綫電視翡翠台於2020年7月14日以「星光樂園IV」的名義播出，唯myTV SUPER的海報仍以「偶像時間星光樂園」命名。2022年夏、秋天推出手机游戏《偶像大陆美妙天堂》和同名Web动画。

## 故事大綱
居住在「星星元宿」的小學六年級生「夢川結衣」是一個想成為偶像、懷著「夢夢可愛」的女孩子。但是對於普通的女孩子而言，成為偶像這種事情簡直像是在夢中作夢一樣。
就在某一天，自己住的小鎮裡竟然也有了偶像主題樂園「星光樂園」了，而且聽說星元宿的「女神偶像」真中啦啦也要來！期待著啦啦登場，最愛幻想做夢的小唯看到的，卻是和自己同一個小學的從帕普莉卡學園轉學而來的「真中啦啦」！然而，學校內的學生卻只對只有男孩子可以去的「男星樂園」更感興趣......在這個新設立的「星光樂園」內，這兩個人又會有怎麼樣的故事呢?

## 登場人物
與前作「星光樂園」相關的主要人物請參照星光樂園角色列表。

### 遊戲登場人物

#### MY DREAM
夢川唯（Yumekawa Yui，配音員：伊達朱里紗（日本）、鄭可欣（台灣）、劉惠雲（香港））
遊戲裡於2017年系列第一彈登場。
本作主角，可愛系偶像，就讀於私立阿波加特學園（私立アボカド学園）小學部的6年級生。最愛幻想做夢且活潑開朗的女孩子，經常陷入妄想而疏於注意身邊的事物，又被親友戲稱為「妄想時間」。每次吃飯的時候她都會從自己隨身攜帶的電子鍋裡盛飯吃。說話的口癖總是習慣加上個「夢夢」字。而結衣口頭禪為「精神，醒神，快啲起身。夢夢可愛！♡」
於第3期結尾登埸。
起初完全沒注意到轉學生菈菈即為星元宿的神級偶像菈菈本人，但後來在第2話中親眼看到菈菈變身表演才得知。
似乎非常反感經常嘲笑自己偶像夢想的哥哥正午。
主要的穿著品牌為自創品牌可愛系的FantasyTime。
於第12話贏得大賽並得到時之頭飾。
於第36話與妮諾和幸多滿組成隊伍「MY☆DREAM」。
於第38話和眾人發現了第一副眼鏡。
於第45話得到晝之造型。
於第51話與WITH交換演出歌曲，並與菈菈告別。
在星光頻道的第118話再次登場，星光頻道機台遊戲也會登場（日本是限定角色；海外從寶石第一彈起刪除），韓國機台在星光閃耀群星六彈再次登場；台灣機台在星光閃耀群星三彈再次登場。
偶像樂園星光樂園 簡介
本作作為主角再次登場（只是第三女主角）。
於第0話用了自己的夢想力量保住整個星光樂園（女星樂園和男星樂園這兩個星光樂園目前已經合併在同一個空間）的出入門口而陷入沉睡昏迷狀態，也是偶像樂園星光樂園的故事起源。
於「男星樂園 STAGE-偶像樂園的死亡-」真人舞台劇版提及她在女星樂園（星光樂園）外（現實世界）的肉體似乎平安無事，自律地活動著，忘記了女星樂園（星光樂園）的記憶。
於第2集因WITH和香田澄余理的閃耀心情力量以迷你形態蘇醒了3分鐘。
於第8集因EVER GOLD的演出令蘇醒時間增至6分鐘。
魅力特點是「可愛」，魅力顏色是「粉紅色、紫色」。

虹色妮諾（Nijiiro Nino，配音員：大地葉（日本）、巫玉羚（台灣）、何璐怡（香港））
遊戲裡於2017年系列第二彈登場。
流行系偶像，与小唯同樣就讀於私立阿波加特學園小學部的6年級生。運動神經超群，性格開朗並且直爽俐落。有著非常怪異的電波式說話方式，比如「你好！」說成、「拜託了！」說成、「非常感謝！」說成，另外每次說完話後總是喜歡在語尾加上個（台灣版為「的啦」，香港版為「㗎／㗎呢」）。
極其崇拜Dressing Pafe的東堂詩音並恭敬地稱呼其為「詩音前輩」。
於第10話中來到星光樂園出道當偶像。
主要的穿著品牌為流行系的NeonDrop。
於第18話贏得大賽並得到時之裙子。
於第36話與結衣和幸多滿組成隊伍「MY☆DREAM」。
於第38話和眾人發現了第一副眼鏡。
於第43話得到晨之造型。
於第51話與WITH交換演出歌曲，並與Dressing Pafe告別。
魅力特點是「運動」，魅力顏色是「藍色、綠色」。

幸多滿（Kouda Michiru，配音員：山田唯菜（日本）、謝佼娟（台灣）、成瑤孆（香港））
遊戲裡於2017年系列第三彈登場。
型格系偶像，就讀於私立阿波加特學園中學部的2年级生（與夢川正午是同班同學）。因為打扮樸素所以存在感十分低下。有著很強的靈感，好像能看到幽靈的樣子。
口頭禪是「不行不行......（以下省略）」
於第15話中因為末日戰場的牽引而來到星光樂園出道當偶像，（原本不想去星光樂園,但之後看到了阿洛瑪畫了星光樂園的她。並幫她設計品牌，覺得我也可以變得這麼漂亮嗎？！因此想去星光樂園。）去星光樂園的她樣子變得非常高傲而且極度狂妄（和前作的月川知里一樣，而且本作第40話中兩人初次見面時甚至還為此鬥得不可開交）。
自稱為既是星大陸的的公主「米琪露」。
在星光樂園內口頭禪是「我什麼都能做得到，我超棒我超棒我超棒我超棒我超棒……」和「米琪露琪露琪露米琪露」
於第26話決定不要聽命於阿洛瑪。
主要的穿著品牌為型格系的MeltyLily。
於第36話與小唯和妮諾組成隊伍「MY☆DREAM」。
於第38話和眾人發現了第一副眼鏡。
於第44話得到夜之造型。
於第51話與WITH交換演出歌曲，並與末日戰場告別。
魅力特點是「型格」，魅力顏色是「紫色」。
偶像樂園星光樂園簡介
於第6集與Gaarmageddon 合併成GaarmageddonMi 進行演出。

#### 其他偶像
華園秀香（Hanazono Shuuka，配音員：朝日奈丸佳（日本）、蕭秀玲（台灣）、黃昕瑜（香港））
遊戲裡於2017年系列第四彈登場。
是女神偶像隊伍「SAINTS」的成員之一華園美愛的妹妹，名流系偶像，操著一口名古屋方言，是極端的現實主義者，對於金錢、時間甚至夢想都表現節省小氣的一面，害怕有角的東西（小時侯被犀牛頂過）。是紫京院響（和她關係很好，互相尊重對方）和WITH（WITH三人之中，特別是尊敬高瀬今宵）的粉絲。
口頭禪是「我的時間就是金錢」或「gorgeous」。
遊戲裡於2017年系列第四彈登場。
本身在星光樂園裡開設一家名叫「Rich Venus」的店。
於第27話中轉學到私立阿波加特學園讀書並於星光樂園出道當偶像。
主要的穿著品牌為自創品牌名流系的RichVenus。
於第29話贏得大賽並得到時之鞋子。
於第39話得到了卡拉拉給的麥克風，並與卡拉拉成為了朋友，但不知道麥克風的效果。
於第41話中得知了麥克風會收集女孩子的夢想而非常難過，對卡拉拉感到生氣。
於第42話中和卡拉拉和好，並與她交換了朋友卡，也要求她以後不要再收集女孩子的夢想了。
於第51話中與卡拉拉和耳子組成隊伍「EVER GOLD」。
魅力特點是「名流」，魅力顏色是「黃色」。
偶像樂園星光樂園簡介
於第0集因更新意外而失去星光樂園的記憶。
於第4集在現實世界專注於飾品買賣。
於第8集在余理彈結他的最後一刻終於記得星光樂園的記憶，回歸星光樂園並和耳子、嘉拉拉進行EVER GOLD的演出。

法拉拉‧阿‧拉沐（Falala A Larm，配音員：佐藤梓（日本）、傅其慧、沈育如(閃耀吧！星夢頻道機台遊戲)（台灣）、林元春（香港））
遊戲裡於2017年系列第五彈登場。動畫第5話中出現。星光頻道機台遊戲也會登場(日本是限定角色；海外從寶石第一彈起刪除)，韓國機台在星光閃耀群星七彈再次登場；台灣機台在星光閃耀群星四彈再次登場。
卡拉拉、星光樂園的女神朱莉和珍妮絲的大姐姐，被囚禁於星光樂園的鐘塔內的白天精靈，於「超級偶像時間」並授予偶像們頂級禮服，需要SR等級以上的服裝卡片，玩星光樂園TV模式就有機會遇到。
每到一定時刻（12：00）她會彈奏手中的豎琴奏出美妙的音樂，只出現在白天。
於第12話中她賜予小唯時之頭飾令其贏得偶像時間大賽第一名。
於第15話中被小唯她們發現其身在鐘塔中。
於第31話中跟眾人解釋真相——與卡拉拉為守護白天和黑夜的時之精靈，並進行了演出。
於第38話中告訴眾人古代星光樂園有三幅眼鏡，但現在已經不知去向，只要湊齊了三幅眼鏡，就可以解除「晝夜系統」，讓她和卡拉拉能不再受束縛。
於第46話中正式解除「晝夜系統」，與卡拉拉和好。

卡拉拉‧斯‧莉普（Galala S Leep，配音員：黑澤朋世（日本）、謝佼娟（台灣）、陸惠玲（香港））
遊戲裡於2017年系列第六彈登場。星光頻道機台遊戲也會登場(日本是限定角色；海外從寶石第一彈起刪除)，韓國機台在星光閃耀群星七彈再次登場；台灣機台在星光閃耀群星四彈再次登場。。
長相酷似法拉拉的神秘謎之少女，法拉拉的二妹，似乎與法拉拉的沉睡原因有關，是與之相反的黑夜精靈。星光樂園的女神朱莉和珍妮絲的二姊。
於第25話中對帕庫說不能讓法拉拉醒來，她會因此沉睡。
於第31話中公開了身世，幾萬年前與同為時間精靈的法拉拉守護著古代星光樂園的白天和黑夜，只和帕庫在一起，沒有表演過，沒有跟人交換過朋友卡，因此討厭著能在白天和大家在一起的法拉拉，導致了帕庫去吃大量女孩子的夢想，並讓古代星光樂園滅亡。
於第41話首次演出。
於第42話對秀香說出了自己內心真正的想法，並承諾自己不再收集女孩子的夢想。於第45話沉睡前見法拉拉一面，並表達自己的心聲。在46話中因「MY Dream」的幫助下解除束缚，重新甦醒過來，與法拉拉和好。
於第51話中與耳子和秀香組成隊伍「EVER GOLD」。
華園美愛（Hanazono Mia，配音員：大久保瑠美（日本）、謝佼娟（台灣）、詹健兒（香港））
遊戲裡於2017年系列第六彈登場。
秀香的姐姐，傳說中的神級偶像組合「SAINTS」的成員，與七星艾菈和幸瀨鳴組隊。因胡亂消費而經常向秀香借钱，在星光樂園的形象比秀香矮。目前在星光樂園的咖啡廳中打工。
以「星光少女 美夢成真」的主角上葉美愛作藍本創作的角色，是上葉美愛在星光樂園世界的相似存在。口頭禪一样是「美爱是第一名！」
於第42話中的表演鼓勵了秀香與卡拉拉和好。
於第51話結尾看完秀香後，離開星星元宿星光樂園。

#### WITH
男星樂園內最為當紅的三人男子偶像組合。擁有數百名粉絲（以女生居多），他們曾作為女星樂園（星光樂園）的超級偶像時間的護衛（護花使者）出場。
夢川正午（Yumekawa Shougo，配音員：山下誠一郎（日本）、莊汶錡（台灣）、梁偉德、伍秀霞（幼年）（香港））
小唯的哥哥，男子偶像組合「WITH」的成員，就讀于私立牛油果學園中學部2年级（與幸多滿是同班同學），非常受大家歡迎。
似乎對妹妹小唯在女星樂園（星光樂園）當偶像一事極其反感，最害怕的事情就是妹妹把他小時候的各種出糗照片公之於眾，也非常喜歡作弄小唯。
於第1話正式登場。
最初對女星樂園很反感，後來漸漸認同了女星樂園，得知經常在結衣身邊的新朋友真中菈菈是星元宿女星樂園（星光樂園）內最為當紅的女神偶像菈菈（官方漫畫版的分載中提及從一開始與菈菈見面，對菈菈是女神偶像感到驚訝）。後來得知Dressing Pafé的雷歐娜·威斯特是第一個也是唯一一個可以自由進入女星樂園（星光樂園）的男性（不過得知沒有感到驚訝，從來沒有把雷歐娜當作是女生看待，還有對他的態度很好，和他是朋友關係），在應用遊戲《プリパズ（PURIPAZU）》「從早到晚！ WITH SUPER LIVE」的原創故事中與雷歐娜有交流的描寫。
於第17話舉辦握手簽名會，首次與SoLaMi♡SMILE見面（同時見到穿着綿羊裝的菈菈）。
於第20話中在星海道與菈菈再次見面。雖然最終認同女星樂園，但依然與妹妹吵架。
於第45話中護送與秀香的現場對決中獲勝的小唯，承認小唯的成長。
於第48～50話和男星樂園所有男偶像們一起透過星光樂園TV觀看小唯和星元宿女星樂園（星光樂園）的女偶像們一起拼命唱歌拯救叫醒被帕庫吞下體內中陷入沉睡的菈菈的現場直播表演，為她們加油打氣，同時見識了女星樂園的女神與星元宿女星樂園（星光樂園）的女偶像的演出實力。
於第51話中悄悄地向菈菈表示感謝一直以來照顧小唯，並與菈菈告別。與MY DREAM交換演出歌曲。
官方漫畫版的分載中的情人節篇中提及收到菈菈親手做的朱古力，向菈菈表示感謝。
男星樂園舞台版和朝日一起偷偷地跟隨今宵去星元宿（兩個星光樂園外的現實世界）的忍者文字燒（威斯特姊弟的父母營業的餐廳）。
偶像樂園星光樂園 簡介
首次在本作中作為主角登場。
於第0話目睹妺妹結衣用夢想力量保住星光樂園（女星樂園和男星樂園目前已經合併在同一個空間）的出入門口。
於「男星樂園 STAGE-偶像樂園的死亡-」真人舞台劇版提及在星光樂園的天空上睡著與在現實世界中因為不再說夢夢可愛的妹妹結依而煩惱，他說不能向粉絲們看到這樣的樣子，考慮到那種心情決定停止WITH的活動。
於第2話一直收集閃耀心情力量拼命唱歌3小時拯救結衣，忽然意識到親人的重要性。穿着山羊裝首次進入星元宿女星樂園（星光樂園）探望小唯，同時與菈菈再次重逢。
於第3話再次穿着山羊裝進入星元宿女星樂園（星光樂園）探望結衣，與菈菈等人再次碰面。
於第5話有出場去觀看紫京院響和馬利奧的演出決戰，還有妒忌雷歐娜·威斯特的可愛魅力比他的可愛魅力更好，開始視其為對手。
於第6話結尾與朝日、今宵有出場一會透過星光樂園TV觀看GaarmageddonMi的演出，得知馬利奧去了女星樂園那邊向菈菈等人宣戰。
於第10話與朝日、今宵、丑三一起去星元宿女星樂園對付刺刺蟲，同時把被馬利奧操控的深夜抬走軟禁。
服裝品牌不明。
魅力特點是「可愛」，魅力顏色是「粉紅色」。
三鷹朝日（Mitaka Asahi，配音員：小林龍之（日本）、許雲雲（台灣）、鍾見麟（香港））
男子偶像組合「WITH」的成員，就讀于私立牛油果學園高中部2年级，運動神經超群，對自己的歌聲非常得意，與高瀨今宵是青梅竹馬的好友。
於第6話正式登場。
認同女星樂園，經常都會透過星光樂園TV觀看女星樂園的節目，對女星樂園感興趣（經常留意全世界各地女星樂園（星光樂園）女偶像的情報），同時已得知經常在小唯身邊的新朋友真中菈菈是星元宿女星樂園（星光樂園）內最為當紅的女神偶像菈菈。後來得知Dressing Pafé的雷歐娜·威斯特是第一個也是唯一一個可以自由進入女星樂園（星光樂園）的男性（不過得知沒有感到驚訝，從來沒有把雷歐那當作是女生看待，還有對他的態度很好，和他是朋友關係），在應用遊戲《プリパズ（PURIPAZU）》「從早到晚！ WITH SUPER LIVE」的原創故事中與雷歐娜有交流的描寫，誤會桃樂詩·威斯特是個男生（後來得知她是個女生）。
於第17話舉辦握手簽名會，首次與SoLaMi♡SMILE見面。
於第48～50話和男星樂園所有男偶像們一起透過星光樂園TV觀看小唯和星元宿女星樂園（星光樂園）的女偶像們一起拼命唱歌拯救叫醒被帕庫吞下體內中陷入沉睡的菈菈的現場直播表演，為她們加油打氣，同時見識了女星樂園的女神與星元宿女星樂園（星光樂園）的女偶像的演出實力。
於第51話與MY DREAM交換演出歌曲。並與星元宿女星樂園（星光樂園）的女偶像們告別。
男星樂園舞台版和正午一起偷偷地跟隨一起去星元宿（兩個星光樂園外的現實世界）的忍者文字燒（威斯特姊弟的父母營業的餐廳）。
偶像樂園星光樂園 簡介
於第2話跟正午一起收集閃耀心情力量拼命唱歌拯救結衣，跟正午一起穿着山羊裝首次進入星元宿女星樂園（星光樂園）探望結衣。
服裝品牌不明。
魅力特點是「流行」，魅力顏色是「藍色」。
高瀨今宵（Takase Koyoi，配音員：土田玲央（日本）、蘇振威（台灣）、張裕東（香港））
男子偶像組合「WITH」的成員兼隊長，男子偶像組合「DARK NIGHTMARE」的前成員，就讀于私立牛油果學園高中部2年级。個性非常友善。與三鷹朝日是青梅竹馬的好友。
於第6話正式登場。
認同女星樂園，同時已得知經常在結衣身邊的新朋友真中菈菈是星元宿女星樂園（星光樂園）內最為當紅的女神偶像菈菈。後來得知Dressing Pafé的雷歐娜·威斯特是第一個也是唯一一個可以自由進入女星樂園（星光樂園）的男性（不過得知沒有感到驚訝，從來沒有把雷歐娜當作是女生看待，還有對他的態度很好，和他是朋友關係），在應用遊戲《プリパズ（PURIPAZU）》「從早到晚！ WITH SUPER LIVE」的原創故事中與雷歐娜有交流的描寫，誤會桃樂詩·威斯特是個男生（後來得知她是個女生）。
於第17話舉辦握手簽名會，首次與SoLaMi♡SMILE見面。
於第48～50話和男星樂園所有男偶像們一起透過星光樂園TV觀看小唯和星元宿女星樂園（星光樂園）的女偶像們一起拼命唱歌拯救叫醒被帕庫吞下體內中陷入沉睡的菈菈的現場直播演出，為她們加油打氣，同時見識了女星樂園的女神與星元宿女星樂園（星光樂園）的女偶像的演出實力。
於第51話與MY DREAM交換演出歌曲。並與星元宿女星樂園（星光樂園）的女偶像們告別。
男星樂園舞台版被深夜叫去星元宿（兩個星光樂園外的現實世界）的忍者文字燒（威斯特姊弟的父母營業的餐廳）。
偶像樂園星光樂園 簡介
於第2話跟正午一起收集閃耀心情力量拼命唱歌拯救結衣，跟正午一起穿着山羊裝首次進入星元宿女星樂園（星光樂園）探望結衣。
於第3話提及過中學時期曾經加入過「DARK NIGHTMARE」一段時間。
服裝品牌不明。
魅力特點是「型格」，魅力顏色是「紫色」。

### 動畫登場人物

#### 星探吉祥物
在新設立的「啪星元宿」的星探吉祥物多為剛從蛋中誕生，因此不尚會說人類的語言，但帕庫是唯一會說人類語言的星探吉祥物。
小獨角（Punikon，配音員：山北早纪（日本）、謝佼娟（台灣）、陳皓宜（香港））
小唯的經紀人，外表是一头粉色的独角兽。
丘佩（Chuppe，配音員：芹澤優（日本）、傅其慧（台灣）、沈小蘭（香港））
妮諾的經紀人，外表是一只綠色的小老鼠。
紫紫羊（Pitsuji，配音員：澁谷梓希（日本）、鄭可欣（台灣）、凌晞（香港））
小滿的經紀人，外表是一只紫色的小绵羊。
帕克（Pakku，配音員：若井友希（日本）、許雲雲（台灣）、何寶珊（香港））
嘉拉拉的經紀人，外表是一只紫色的貘，非常善於吃掉女孩子們的偶像夢想。
波汪（Powan，配音員：久保田未夢（日本）、蕭秀玲（台灣）、葉曉欣（香港））
秀香的經紀人，外表是一只橙色的狗。
烏龜貝貝（Kame no Kai-chan，配音員：神代知衣（日本）、許雲雲（台灣）、黃麗芳（香港））
於第46集在已廢棄的古代星光樂園看守時間寶石。在現代仍然生存，妮諾尊稱其為貝貝前輩。
星梅傑德
於第51集證實是耳子的經理人。名字出自梅傑德。

#### 女星樂園（星光樂園）
星光樂園的入口設在Prism Stone店內，由完善的系統所構成，任何收到邀請的少女都可以在此進行唱歌、和跳舞、時尚的對決。本作的舞台為新地區「星星元宿」。少年絕對禁止進入。
赤井眼鏡姐（配音員：伊藤加奈惠（日本）、傅其慧（台灣）、曾秀清（香港））
「星光少女系列」「星光樂園」中出現過的「Prism Stone」店員。本作於新地區「啪星元宿」設立的「Prism Stone」活躍。在本作除了擔任實體店面的店員，在星光樂園裏有複數以上的存在。根據服裝的顏色及設計的不同，職務同樣不同。地位相當於星光樂園內的和眼鏡男孩的姐姐一樣的存在。

#### 男星樂園
星光樂園的入口設在Prism Stone店內，由完善的系統所構成，任何收到邀請的少年都可以在此進行唱歌、和跳舞、時尚的對決。本作的舞台為新地區「星星元宿」。少女絕對禁止進入。
赤井眼鏡兄（配音員：諏訪部順一（日本）、蘇振威（台灣）、鄧志堅（香港））
前作「星光樂園」中出現過「樂園宿」的星光樂園系統管理者，地位相當於星光樂園內的眼鏡男孩的哥哥一樣的存在，在全世界各區域的其他星光樂園內，亦有其他的眼鏡哥分別擔任各地區域的管理者，並定期舉行「眼鏡哥集會」討論星光樂園系統的重要事宜。本作中同時兩職兼任「樂園宿」的女星樂園（星光樂園）系統管理者和「啪星元宿」的男星樂園系統管理者（不過主要是管理「樂園宿」的女星樂園（星光樂園））。但同時可以自由進入男星樂園和女星樂園（星光樂園）兩邊。
赤井眼鏡男孩（配音員：市川太一（日本）、莊汶錡（台灣）、沈小蘭（香港））
男星樂園內的一眾工作人員，地位相當於星光樂園內的赤井眼鏡兄和赤井眼鏡姐的弟弟一樣的存在，長相酷似赤井眼鏡兄但比後者矮小。本作在男星樂園裏有複數以上的存在，在全世界各區域的其他星光樂園內，亦有其他的四眼弟弟分別擔任各地區域的工作人員，但同時可以自由進入男星樂園和女星樂園（星光樂園）兩邊。不過定期都要回星巴黎的女星樂園（星光樂園）進行維修系統。

#### 私立阿波加特學園
大神田川巴伐利亞（Ookandagawa Bavaria，配音員：高乃麗（日本）、巫玉羚（台灣）、謝潔貞（香港））
私立阿波加特學園小學部的校長兼學園宿舍的舍長，為帕普莉卡學園校長大神田葛蘿麗亞的表姐妹，長相、說話、行為舉止以及對學生們的嚴格要求也與後者幾乎如出一轍，手裡總是拿著一把可以伸縮的掃帚。
於第2話中透露她極力反對女孩子前往女星樂園（星光樂園），然而暗地裡卻是男子樂園內最為當紅的三人男子偶像組合「WITH」的狂熱崇拜者。
於第12話中當她在星光樂園現場親眼看完了小唯與妮諾的演出之後深受感動，事後在向小唯祝賀其獲得偶像時間大賽勝利的同時還正式承認了女星樂園并表示今後會全力予以支持。
於第23話中與地獄耳子同樣來到星光樂園正式出道當偶像。
大神田川巴伐利歐（Ookandagawa Bavario，配音員：三宅健太（日本）、蘇振威（台灣）、陳欣（香港））
私立阿波加特學園的園丁，為巴伐利亞的哥哥，性格極其熱情豪爽。
小鈴（Suzu，配音員：若井友希（日本）、傅其慧（台灣）、陳琴雲（香港））
私立阿波加特學園的學生，為小唯的好友。
原本對當偶像毫無興趣，但後來在第2話中第一次前往星光樂園觀看菈菈的表演後開始產生了極大的興趣。
小花（Hana，配音員：久保田未夢（日本）、巫玉羚（台灣）、黃昕瑜（香港））
私立阿波加特學園的學生，同樣為小唯的好友。
與小鈴同樣原本對當偶像毫無興趣，但後來在第2話中第一次前往星光樂園觀看菈菈的表演後同樣開始產生了極大的興趣。
地獄耳子（Jigoku Mimiko，配音員：上田麗奈（日本）、巫玉羚（台灣）、魏惠娥（香港））
私立阿波加特學園中學部的風紀委員長，操著一口富山方言，每天都奉巴伐利亞之命負責監視全校學生的一舉一動并向其報告。
人如其名，有著如地獄耳般極高超的聽力，任何學生違規的對談都逃不過她的耳朵，但弱點是如果耳朵被塞住的話她將完全喪失行動能力。討厭南美莉和星光樂園（後期沒有交代兩人的鬥爭）。
於第16話中第一次來到星光樂園，在看完了菈菈與小唯的演出之後令她想起了自己昔日曾經有過但後來忘記了的偶像夢想，從她的回憶中得知她之所以討厭星光樂園的原因是因為她的偶像夢想在兒時曾經遭人嘲笑，最後她獨自一個人離開了私立阿波加特學園開始了旅行。
於第23話中返回私立阿波加特學園并在隨後來到星光樂園正式出道當偶像。
於第51話中與卡拉拉和秀香組成隊伍「EVER GOLD」。
男子樂園粉絲俱樂部
表面上是学园內的啦啦隊，因為崇拜男子樂園裏的男子偶像而組建了一個男子樂園粉絲俱樂部，每天都穿著綿羊服裝偽裝一番後經學校裏的地道前往男子樂園為男子偶像們加油。
於第2話中她們在親眼看到了小唯等人在地底非常努力地開挖通往星光樂園的地道時深受感動，因此協助小唯等人並一起隱瞞她們前往星光樂園的秘密。
千亞子（配音員：相良茉優（日本）、傅其慧（台灣）、何寶珊（香港））
在星光樂園開設時尚工坊。
智衣（配音員：小坂井祐莉繪（日本）、巫玉羚（台灣）、詹健兒（香港））
愛子（配音員：金子彩花（日本）、蕭秀玲（台灣）、梁少霞（香港））
凱子（配音員：金澤舞（日本）、鄭可欣（台灣）、吳羨婷（香港））
瑠衣（配音員：七瀨彩夏（日本）、謝佼娟（台灣）、張頌欣（香港））
塔奇（Tacky，配音員：三宅健太（日本）、蘇振威（台灣）、陳欣（香港））
小唯隨身攜帶最寶貝的電子鍋，有發聲和計時功能。隨小唯進入星光樂園後也有了自己的意識。
體育教師郎（Taiiku Kyoushirou，配音員：稻田徹（日本）、張方正（香港））
私立阿波加特學園的體育老師。
腕肩仁子（Udekata Jinko，配音員：麥穗杏菜（日本）、林元春（香港））
私立阿波加特學園的網球部顧問。
老師（配音員：澁谷梓希（日本）、魏惠娥（香港））
私立阿波加特學園六年級A班的班主任。本名不詳。
詩子（Shiko，配音員：ブル（日本）、鄭麗麗（香港））
私立阿波加特學園的學生。經常作出奇怪舉動。
未咲（Misaki，配音員：七瀨彩夏（日本）、吳羨婷（香港））
私立阿波卡特學園小學部的女學生，於第25集出場。夢見自己當偶像時被帕庫吃掉夢想。與菈菈和結衣爭論時受結衣的夢想力量影響而重拾夢想，與朋友小杉（すぎ，Sugi，配音員：金子彩花（日本）、凌晞（香港））一起去星光樂園。於第29集首次參加偶像時間大賽。於第45集到場為結衣打氣。

#### 其他角色
龍瀧麗子、白川蘭（Ryūtaki Reiko；Shirakawa Ran，配音員：奧野香耶、大森日雅（日本）；凌晞、葉曉欣（香港））
多里安中學的學生。第8集以網球隊練習比賽對手身份登場。兩人皆為精銳培訓選手，面對妮諾、結衣及菈菈有極大優勢並獲勝。另外，兩人居住的市鎮與其他星星元宿外的地方一樣，女孩子到訪星光樂園是平常事。兩人於第8集結尾到訪星星元宿星光樂園。
重田吹子（Shigeta Fukiko，配音員：矢野亞沙美（日本）、陸惠玲（香港））
星仙台星光樂園的偶像。小學五年級生，管樂團成員，負責吹奏低音號。
於第19集登場，解決音美和奏之間的糾紛。
音美（Otomi，配音員：奧野香耶（日本）、葉曉欣（香港））
星仙台星光樂園的偶像。管樂團團長候選人，負責吹奏色士風。
半年來一直與奏爭奪管樂團團長之位。曾拯救因口渴而暈倒的桃樂絲，桃樂絲因而與雷歐娜一同以外援身份協助音美爭奪團長之位。後來因吹子介入而與奏重修舊好。
奏（Kanade，配音員：永野愛理（日本）、魏惠娥（香港））
星仙台星光樂園的偶像。管樂團團長候選人，負責吹奏小號。
半年來一直與音美爭奪管樂團團長之位。曾拯救在山上暈倒的詩音，詩音因而以外援身份協助奏爭奪團長之位。後來因吹子介入而與音美重修舊好。
烏冬川小麥（Udongawa Komugi，配音員：山下七海（日本）、凌晞（香港））
在星高松經營烏冬店。自三歲起學習烏冬相關知識，自此夢想在星光樂園開設烏冬店成為烏冬偶像。於第21集與結衣等人以及Gaarmageddon一同解決麵類樂園發生的事件。
瞳、香織（Hitomi；Kaori，配音員：田中愛美、古賀葵（日本）；葉曉欣、陸惠玲（香港））
耳子小時候的同學。妒忌耳子的偶像夢想而取笑耳子。兩人後來因父母工作而移居他處，並反省其過錯，偶遇旅行中的耳子並道歉。於第51集見證EVERGOLD組成。
瞳擁有一雙大眼，視力強勁。而香織則擁有強勁嗅覺。
歌野雛（Utano Hina，配音員：向井莉生（日本）、詹健兒（香港））
夢想到星光樂園的女孩子，小學一年級生。
在空地與朋友玩扮演星光樂園遊戲，並與DG4的紀夫等人爭奪空地的使用權。看過詩音和妮諾在空地的對決後深受感動而與紀夫等人和好。
踊川紀夫（Odorikawa Norio，配音員：松野太紀（日本）、蔡惠萍（香港））
夢想到男星樂園的男孩子。
與朋友組成DG4，在空地玩扮演男星樂園遊戲，並與雛等人爭奪空地的使用權。看過詩音和妮諾在空地的對決後深受感動而與雛等人和好。
照子（Teruko，配音員：鯨（日本）、林丹鳳（香港））
一名老婆婆，擁有小孩遊玩的空地。有一名叫照代（テルヨ，Teruyo，配音員：雷碧娜（香港））的雙胞胎妹妹。
小時候與妹妹經常在空地遊玩。因小孩在空地吵鬧而憤怒，並禁止小孩使用空地。後來因小孩和好而重新允許使用。
雪男（Yukiotoko，配音員：土田玲央（日本）、伍秀霞（香港））
於第27集起在星星元宿出現的女性雪男。
在嘉拉拉塔附近的地洞居住。雖然不是能令時光倒流的神聖動物，但擁有古代星光樂園的眼鏡。

## 常用字詞
- 女子星光樂園（星光樂園/女星樂園）（JosiPuripara（PriPara/JoPuri/JoPara））

「プリ」是「プリズム」（Prism）的縮寫；而「パラ」是「パラダイス」（Paradise）的縮寫。
設立於＂Prism Stone"的偶像主題遊樂設施，任何女孩子們凡是收到"星光票卡"，便能進入該設施。以成為偶像首位為目標的偶像少女，在此進行唱歌、跳舞、時尚的對決。
- 日本星星元宿星光樂園

本作女主角夢川結衣發展偶像生活的地方。
於偶像樂園星光樂園第0、1話和日本星元宿女子星光樂園（女星樂園）已經合併在同一個空間，升級至偶像樂園模式。
- 日本星元宿星光樂園

前作女主角真中啦啦發展偶像生活的地方。
於前作第二期曾經由紫京院響接管，更名為名流樂園（CelePara）但最後因系統受到破壞回復原狀。
於前作第三期起樂園宿升級至神之大賽模式。
於本作第13話中因為GaarumaGeddon闖下大禍而被炸成廢墟，目前正在重建中并準備升級至偶像時間模式，最終于第40話重建完成。
於偶像樂園星光樂園第0、1話和日本星星元宿男子星光樂園（男星樂園）已經合併在同一個空間，升級至偶像樂園模式。
- 巴黎星光樂園

劇中提及巴黎星光樂園是世界各地女子星光樂園（女星樂園）的總部。
這為法露露與獨角馬於動畫第二期發展偶像生活的主要地方。
前作第三期起成為法露璐，響，芙羽梨，獨角，小鳥發展偶像生活的主要地方。（其中法露璐、響、芙羽梨組成最強三人組合，並挑戰神之偶像大賽）
本作第22話由紫京院響擔任巴黎星光樂園的實際管理者。
- 仙台星光樂園

於本作第19話。
- 星海道星光樂園

於本作第20話。
- 高松星光樂園

於本作第21話。
- 男子星光樂園（男星樂園）（DannsiPriPara（Dannpuri））

「プリ」是「プリズム」（Prism）的縮寫；而「パラ」是「パラダイス」（Paradise）的縮寫。
設立於＂Prism Stone"的偶像主題遊樂設施，任何男孩子們凡是收到"星光票卡"，便能進入該設施。以成為偶像首位為目標的偶像少年，在此進行唱歌、跳舞、時尚的對決。
在本作中首次提及男子星光樂園的存在。
- 日本星星元宿男星樂園

本作女主角夢川結衣的哥哥夢川正午發展偶像生活的地方。
於偶像樂園星光樂園第0、1話和日本星元宿女子星光樂園（女星樂園）已經合併在同一個空間，升級至偶像樂園模式。
- 仙台男星樂園

於本作第19話。
- 星海道男星樂園

於本作第20話。
- 星英國男星樂園

WITH廣播劇中提及星英國男星樂園是世界各地男子星光樂園（男星樂園）的總部。
於WITH廣播劇。

## 電視動畫

### 主題曲

#### 片頭曲
「Just be yourself」（第1話－第26話）
作詞：鈴木真中／作曲・編曲：Kon-K
歌：
（第27話－第39話）
作詞：鈴木真中、渡邊／作曲：安藤啟希、須藤隼太／編曲：岸田勇氣
歌：
（第40話－第49話、第51話）
作詞：森月／作曲・編曲：渡邊徹
歌：i☆Ris

#### 片尾曲
（第1話－第26話）
作詞：松井洋平／作曲：原田篤／編曲：矢鴇典
歌：真中菈菈（茜屋日海夏）& 夢川唯（伊達朱里紗）（第1話－第13話）、SoLaMiDressing（第14話－第26話）、美咲（七瀨彩夏）（第25話）
（第27話－第39話）
作詞：松井洋平／作曲：本多友紀／編曲：酒井拓也
歌：MY☆DREAM
（第40話－第49話）
作詞：鈴木真中／作曲・編曲：加藤裕介
歌：
（第50話）
作詞：松井洋平／作曲：桑原聖／編曲：酒井拓也
歌：PriParaDream☆AllStars
（第51話）
作詞：真崎繪里香／作曲：本多友紀／編曲：酒井拓也
歌：MY☆DREAM

#### 插曲
（第1、3、5、6、12、18、20、25、29、31、45話）
作詞：兒玉雨子 / 作曲：michitomo / 編曲：KOJI Oba
歌：夢川唯（伊達朱里紗）、法拉拉（佐藤梓）（第12、14、17、18、19、20、26、28、29、31、37、43、44、45、46話）、WITH（第51話）
（第1、3、6、7、9、10、12、15、17、19、20、25、27、32、39話）
作詞：兒玉雨子 / 作曲：michitomo / 編曲：KOJI Oba
歌：WITH、MY☆DREAM（第51話）
「Make it! ~Remake It☆Remix~」（第2、5、6、25、47話）
作詞：森月／作曲：渡邊徹／編曲：渡邊徹、酒井拓也
歌：真中菈菈（茜屋日海夏）
「Make it!」（第28話）
作詞：森月／作曲、編曲：渡邊徹
歌：SAINTS（阿澄佳奈、大久保瑠美、加藤英美里）
「Make up a-ha-ha!」（第4、5話）
作詞：三重野瞳／作曲、編曲：山原一浩
歌：真中菈菈（茜屋日海夏）、南美莉（芹澤優）
「Red Flash Revolution」（第7話）
作詞：松井洋平／作曲：桑原聖／編曲：酒井拓也
歌：北條索菲（久保田未夢）
（第8、9、16、23、31、32、34、40話）
作詞：真崎繪里香／作曲：本多友紀／編曲：本多友紀、酒井拓也
歌：真中菈菈（茜屋日海夏）、夢川唯（伊達朱里紗）
（第8、29話）
作詞：三重野瞳／作曲、編曲：菅原幸枝
歌：SoLaMi♡SMILE
（第10、12、14、18、25、29、33、43話）
作詞：兒玉雨子／作曲：michitomo／編曲：、michitomo
歌：虹色妮諾（大地葉）
（第11、13話）
作詞：松井洋平／作曲：桑原聖／編曲：酒井拓也
歌：SoLaMi♡SMILE

作詞：三重野瞳／作曲、編曲：山原一浩
歌：東堂詩音（山北早紀）（第11、13話）、詩子（第37話）
（第13、14、26、30、33話）
作詞：松井洋平／作曲：桑原聖／編曲：酒井拓也
歌：Gaarmageddon
（第13、17話）
作詞：三重野瞳／作曲、編曲：山原一浩
歌：桃樂絲·威斯特（澁谷梓希）& 雷歐那·威斯特（若井友希）
（第13、48話）
作詞：松井洋平／作曲：本多友紀／編曲：酒井拓也
歌：NonSugar

作詞：三重野瞳／作曲、編曲：依田伸隆
歌：黃木味美（上田麗奈）（第13話）、地獄耳子（上田麗奈）（第37話）
（第13話）
作詞：三重野瞳／作曲、編曲：山原一浩
歌：相子（赤崎千夏）With 蘇菲親衛隊
（第13話）
作詞：三重野瞳／作曲、編曲：山原一浩
歌：北條宇裳（山本希望）
（第13話）
作詞：三重野瞳／作曲、編曲：hisakuni
歌：赤井眼鏡姐（伊藤加奈惠）
（第13、40話）
作詞：宮嶋淳子／作曲、編曲：hisakuni
歌：TRiANGLE
（第13話）
作詞：三重野瞳／作曲、編曲：石塚玲依
歌：紫京院響（齋賀光希）
（第14話）
作詞：三重野瞳／作曲、編曲：山原一浩
歌：純音樂
（第15、16、18、21、25、26、29、35、44話）
作詞：宮嶋淳子／作曲、編曲：松坂康司
歌：幸多滿（山田唯菜）
「No D&D code」（第19話）
作詞：三重野瞳／作曲、編曲：山原一浩
歌：Dressing Pafe
（第22話）
作詞：三重野瞳／作曲、編曲：石塚玲依
歌：Tricolore
（第23話）
作詞：筆安一幸／作曲、編曲：齊藤恆芳
歌：地獄耳子（上田麗奈）
（第24、43話）
作詞、作曲：成本智美／編曲：賀佐泰洋
歌：虹色妮諾（大地葉）、東堂詩音（山北早紀）
（第27、28、29、37、39、41、45話）
作詞：兒玉雨子／作曲：michitomo／編曲：KOJI Oba
歌：華園秀香（朝日奈丸佳）
（第30、48話）
作詞：三重野瞳／作曲：松井洋平／編曲：酒井拓也
歌：Tricolore
（第31、38話）
作詞：宮嶋淳子／作曲、編曲：松坂康司
歌：法拉拉（佐藤梓）
（第35話）
作詞：宮嶋淳子、hisakuni／作曲、編曲：hisakuni
歌：若井友希
（第36、37、38、40、46、48、50話）
作詞：真崎繪里香／作曲：本多友紀／編曲：酒井拓也
歌：MY☆DREAM
（第40話）
作詞：宮嶋淳子／作曲：宮崎／編曲：高橋修平
歌：真中菈菈（茜屋日海夏）&桃樂絲•威斯特（澁谷梓希）&白玉蜜柑（渡部優衣）
（第41話）
作詞：宮嶋淳子／作曲、編曲：松坂康司
歌：嘉拉拉（黑澤朋世）
（第42話）
作詞：池畑伸人／作曲、編曲：長岡成貢
歌：華園美愛（大久保瑠美）
（第46、47話）
作詞：宮嶋淳子／作曲、編曲：松坂康司
歌：法拉拉（佐藤梓）&嘉拉拉（黑澤朋世）
海外版的閃耀吧！星夢頻道大型機台在第一季第六彈以法拉拉頻道、卡拉拉頻道和法拉拉和卡拉拉頻道收錄，第四季二彈再次收錄(目前只有韓國版才有)。
（第48話）
作詞：三重野瞳／作曲：桑原聖／編曲：酒井拓也
歌：南美莉（芹澤優）
（第48話）
作詞：三重野瞳／作曲、編曲：山原一浩
歌：北條索菲（久保田未夢）
（第49話）
作詞：宮嶋淳子／作曲、編曲：松坂康司
歌：茱莉（上田麗奈）&珍妮絲（豐崎愛生）
（第49話）
作詞：松井洋平／作曲：桑原聖、酒井拓也／編曲：酒井拓也
歌：Dressing Pafe
（第49話）
作詞：筆安一幸／作曲：佐藤昌文
歌：赤井眼鏡兄（諏訪部順一）&赤井眼鏡姐（伊藤加奈惠）
（第50話）
作詞：森月／作曲・編曲：渡邊徹
歌：SoLaMiDressing&MY☆DREAM&華園秀香（朝日奈丸佳）

### 各話標題
| 話數   | 日文標題 | 內地標題                         | 台灣標題                             | 香港標題                           | 劇本     | 分鏡                | 故事板                        | 演出       | 動畫演出         | 作畫監修                                            |
| ------ | -------- | -------------------------------- | ------------------------------------ | ---------------------------------- | -------- | ------------------- | ----------------------------- | ---------- | ---------------- | --------------------------------------------------- |
| 第1話  |          | 開始當夢可愛偶像了！？           | 夢夢可愛的偶像生活突然開始了！？     | 開始當夢夢可愛偶像！？             | 加藤還一 | 誌村宏明            | Nam Sung Min An Jai Ho        | 佐藤昌文   | Nam Sung Min     | 齊藤里枝 川島尚                                     |
| 第2話  |          | 挖這裡，偶像                     | 星光偶像 來挖這裡吧                  | 挖這裡吧 偶像                      | 筆安一幸 | 山本三輪子 藤澤俊幸 | Choi Hun Cheol Na Ki Chual    | 板庇迪     | Na Ki Chual      | 齊藤里枝 川島尚                                     |
| 第3話  |          | 夢可愛！Making Drama！           | 夢夢可愛！主題戲劇！                 | 夢夢可愛的主題戲劇！               | 金杉弘子 | 柊陽菜              | Jeon Byung Cheol Nam Sung Min | 黑瀨大輔   | Jeon Byung Cheol | 齊藤里枝 川島尚                                     |
| 第4話  |          | 多謝噗哩！我是米蕾！             | 承蒙關照！我是美莉！                 | 你好，puri！我是美莉！             |          | 川口敬一郎          | Park Chi Man Nam Sung Min     | 黑瀨大輔   | Park Chi Man     | 齊藤里枝 川島尚                                     |
| 第5話  |          | 小独角兽的經紀人修行！           | 普妮蔻的經紀人特訓酷瑪！             | 普妮空的經理人修練，高瑪           | 中村能子 | 江島泰男            | Nam Sung Min An Jai Ho        | 江島泰男   | Nam Sung Min     | 齊藤里枝 川島尚                                     |
| 第6話  |          | 夢夢！？潛入男Pri！              | 是作夢嗎！？潛入男星光！             | 是做夢！？潛入男星樂園！           | 加藤還一 | 葛谷直行            | Choi Hun Cheol Na Ki Chual    | 小林浩輔   | Na Ki Chual      | 齊藤里枝 川島尚 戶田沙也加                          |
| 第7話  |          | 索菲來了酷！                     | 蘇菲帥氣登場！                       | 蘇菲來了，好有型格！               | 田邊茂範 | 柊陽菜              | Jeon Byung Cheol Nam Sung Min | 徐惠真     | Jeon Byung Cheol | 齊藤里枝 川島尚                                     |
| 第8話  |          | 瞄準米飯！                       | 瞄準新米吧！                         | 鎖定新人！                         | 筆安一幸 | 藤澤俊幸            | Park Chi Man Nam Sung Min     | 板庇迪     | Park Chi Man     | 齊藤里枝 川島尚                                     |
| 第9話  |          | 開始時尚工作室                   | 時尚工坊開始囉                       | 時尚工作室要開張了                 | 福田裕子 | 葛谷直行            | Nam Sung Min An Jai Ho        | 黑瀨大輔   | Nam Sung Min     | 齊藤里枝 川島尚                                     |
| 第10話 |          | 開始當幫手偶像！                 | 開始當助手偶像的啦！                 | 要開始做外援偶像！                 | 加藤還一 | 小林浩輔            | Choi Hun Cheol Na Ki Chual    | 小林浩輔   | Na Ki Chual      | 齊藤里枝 川島尚 戶田沙也加                          |
| 第11話 |          | 投擲吧！偶像時間大賽             | 投球吧！為了偶像時間大賽！           | 投球吧！偶像時間大賽               | 金杉弘子 | 柊陽菜              | Jeon Byung Cheol Nam Sung Min | 室谷靖     | Jeon Byung Cheol | 齊藤里枝 川島尚                                     |
| 第12話 |          | 打出來！偶像時間大賽             | 打擊！為了偶像時間大賽！             | 擊球吧！偶像時間大賽               |          | 金崎貴臣 山本三輪子 | Park Chi Man Nam Sung Min     | 板庇迪     | Park Chi Man     | 齊藤里枝 川島尚                                     |
| 第13話 |          | Let's go 天堂宿                  | Let's Go！星元宿                     | Let's Go！星元宿                   | 中村能子 | 渡邊健一郎          | Nam Sung Min An Jai Ho        | 渡邊健一郎 | Nam Sung Min     | 齊藤里枝 川島尚                                     |
| 第14話 |          | 來了！                           | Gaarmageddon來啦！                   | Gaarmageddon來了！                 | 筆安一幸 | 森脇真琴            | Choi Hun Cheol Na Ki Chual    | 黑瀨大輔   | Na Ki Chual      | 齊藤里枝 川島尚 戶田沙也加                          |
| 第15話 |          | 滿滿的滿琉                       | 小滿和米琪露                         | 與阿滿                             | 田邊茂範 | 小林浩輔            | Jeon Byung Cheol Nam Sung Min | 小林浩輔   | Jeon Byung Cheol | 齊藤里枝 川島尚 戶田沙也加                          |
| 第16話 |          | 向那地獄說再見                   | 揮別那個地獄吧                       | 跟那個地獄告別                     | 筆安一幸 | 國崎友也            | Park Chi Man Nam Sung Min     | 國崎友也   | Park Chi Man     | 齊藤里枝 川島尚 本多惠美                            |
| 第17話 |          | 偶像借物戰鬥！                   | 偶像借物競走大賽！                   | 偶像借物競走賽！                   | 福田裕子 | 大久保政雄          | Nam Sung Min An Jai Ho        | 黑瀨大輔   | Nam Sung Min     | 齊藤里枝 川島尚 本多惠美                            |
| 第18話 |          | 大賽！為勝利護航                 | 偶像時間大賽！通往勝利之路的護航！   | 偶像時間大賽！通往勝利的護送       | 加藤還一 | 藤澤俊幸            | Choi Hun Cheol Na Ki Chual    | 小林浩輔   | Na Ki Chual      | 戶田沙也加                                          |
| 第19話 |          | 啟程偶像！Let's·圍棋GO！         | 踏上旅途的偶像！去吧 圍棋！          | 啟程吧，偶像！去吧 去吧，圍棋！    |          | 柊陽菜              | Jeon Byung Cheol Nam Sung Min | 板庇迪     | Jeon Byung Cheol | 齊藤里枝 川島尚 本多惠美                            |
| 第20話 |          | Happy 米（my）birthday           | 小唯生日快樂                         | Happy米birthday                    | 中村能子 | 葛谷直行            | Park Chi Man Nam Sung Min     | 板庇迪     | Park Chi Man     | 齊藤里枝 川島尚 本多惠美                            |
| 第21話 |          | 心跳！未知的麵天堂               | 驚嚇連連！ 迷途的麵樂園              | 驚嚇！神秘未知的麵類樂園           | 金杉弘子 | 森脇真琴            | Nam Sung Min An Jai Ho        | 江島泰男   | Nam Sung Min     | 齊藤里枝 川島尚                                     |
| 第22話 |          | Pool de Purance 大競賽！         | 拼了！星法國水道大賽                 | 星法國水道大賽！                   | 福田裕子 | 小林浩輔            | Choi Hun Cheol Na Ki Chual    | 小林浩輔   | Na Ki Chual      | 齊藤里枝 川島尚 戶田沙也加 諏訪壯大                 |
| 第23話 |          | 開始當地獄偶像！？               | 開始當地獄偶像了嗎！？               | 要開始當地獄偶像了！？             | 筆安一幸 | 山本三輪子 金崎貴臣 | Jeon Byung Cheol Nam Sung Min | 黑瀨大輔   | Jeon Byung Cheol | 齊藤里枝 川島尚                                     |
| 第24話 |          | 一決勝負！詩音學姐！             | 一決勝負吧！詩音前輩！               | 較量吧！詩音前輩！                 | 加藤還一 | 柊陽菜              | Park Chi Man Nam Sung Min     | 黑瀨大輔   | Park Chi Man     | 齊藤里枝 川島尚                                     |
| 第25話 |          | 夢夢！時空穿梭                   | 夢夢天啊！穿越時空了                 | 夢夢！穿越時空                     | 田邊茂範 | 森脇真琴            | Nam Sung Min An Jai Ho        | 小林浩輔   | Nam Sung Min     | 齊藤里枝 川島尚                                     |
| 第26話 |          | 加油滿琉！！                     | 加油啊小滿！！                       | 加油，阿滿！！                     | 筆安一幸 | 大久保政雄          | Choi Hun Cheol Na Ki Chual    | 江島泰男   | Na Ki Chual      | 齊藤里枝 川島尚                                     |
| 第27話 |          | 我是華園秀香                     | 本小姐是華園秀香                     | 本小姐是華園秀香                   | 金杉弘子 | 葛谷直行            | Jeon Byung Cheol Nam Sung Min | 江副仁美   | Jeon Byung Cheol | 齊藤里枝 川島尚                                     |
| 第28話 |          | 第一 來了！                      | 第一名來了！                         | 第一名駕到了！                     |          | 小林浩輔            | Park Chi Man Nam Sung Min     | 小林浩輔   | Park Chi Man     | 齊藤里枝 川島尚 戶田沙也加                          |
| 第29話 |          | 大賽大決戰！                     | 決戰偶像時間大賽！                   | 大賽大決戰！                       | 加藤還一 | 渡邊健一郎          | Nam Sung Min An Jai Ho        | 渡邊健一郎 | Nam Sung Min     | 齊藤里枝 川島尚                                     |
| 第30話 |          | 卡拉拉和小貘吃夢想！             | 卡拉拉和帕庫把夢想吃掉了！           | 嘉拉拉和帕庫把夢想吃掉了！         | 土屋理敬 | 藤澤俊幸            | Choi Hun Cheol Na Ki Chual    | 黑瀨大輔   | Na Ki Chual      | 齊藤里枝 川島尚 戶田沙也加 伊藤浩 宮川知子 原將治   |
| 第31話 |          | 復活！法拉拉・阿・拉姆           | 復活！法拉拉・阿・拉沐               | 法拉拉阿拉沐復活                   | 田邊茂範 | 柊陽菜              | Jeon Byung Cheol Nam Sung Min | 小林浩輔   | Jeon Byung Cheol | 齊藤里枝 川島尚                                     |
| 第32話 |          | WITH與Pri×Pri Festival！         | WITH與星光×星光夢幻慶典！            | WITH和星光夢幻慶典！                   | 加藤還一 | 江島泰男            | Park Chi Man Nam Sung Min     | 江島泰男   | Park Chi Man     | 齊藤里枝 川島尚 戶田沙也加                          |
| 第33話 |          | 卡拉拉塔的秘密                   | 卡拉拉鐘樓的秘密的啦                 | 嘉拉拉鐘樓的秘密                   | 筆安一幸 | 葛谷直行            | Nam Sung Min An Jai Ho        | 黑瀨大輔   | Nam Sung Min     | 齊藤里枝 川島尚                                     |
| 第34話 |          | 卡拉拉的森林                     | 卡拉拉的森林                         | 嘉拉拉的森林                       |          | 誌村宏明            | Choi Hun Cheol Na Ki Chual    | 野木森達哉 | Na Ki Chual      | 齊藤里枝 川島尚                                     |
| 第35話 |          | 未知和滿滿                       | 未知的米琪露                         | 未知與                             | 田邊茂範 | 山本三輪子 金崎貴臣 | Jeon Byung Cheol Nam Sung Min | 江島泰男   | Jeon Byung Cheol | 齊藤里枝 川島尚 戶田沙也加                          |
| 第36話 |          | 夢眼合宿大危機！                 | 夢夢眼合宿大危機！                   | 夢夢眼集訓大危機！                 | 金杉弘子 | 藤澤俊幸            | Park Chi Man Nam Sung Min     | 黑瀨大輔   | Park Chi Man     | 齊藤里枝 川島尚                                     |
| 第37話 |          | Pop・Step・GrandPrix！           | Hop・Step・大賽                      | Hop，Step，大賽！                  | 加藤還一 | 小林浩輔            | Nam Sung Min An Jai Ho        | 小林浩輔   | Nam Sung Min     | 齊藤里枝 川島尚 戶田沙也加                          |
| 第38話 |          | 夢Merry・眼鏡mas★                | 夢夢聖誕眼鏡★                        | 夢想眼鏡                           | 筆安一幸 | 柊陽菜              | Choi Hun Cheol Na Ki Chual    | 黑瀨大輔   | Na Ki Chual      | 齊藤里枝 川島尚                                     |
| 第39話 |          | 年末！baba大掃除！               | 年底！芭芭大掃除開始！               | 年底！芭芭照例大掃除！             | 田邊茂範 | 大久保政雄          | Jeon Byung Cheol Nam Sung Min | 安藤良     | Jeon Byung Cheol | 齊藤里枝 川島尚 戶田沙也加                          |
| 第40話 |          | 天堂宿超級猜謎！                 | 星元宿猜謎大賽！                     | 星元宿超星級問答賽！               | 金杉弘子 | 渡邊健一郎          | Park Chi Man Nam Sung Min     | 渡邊健一郎 | Park Chi Man     | 齊藤里枝 川島尚                                     |
| 第41話 |          | 秀香和卡拉拉                     | 秀香與卡拉拉                         | 秀香與嘉拉拉                       |          | 山本三輪子 金崎貴臣 | Nam Sung Min An Jai Ho        | 黑瀨大輔   | Nam Sung Min     | 齊藤里枝 川島尚 戶田沙也加                          |
| 第42話 |          | 我親愛的朋友！                   | Dear・My・Friend！                   | 我親愛的朋友！                     | 加藤還一 | 藤澤俊幸            | Choi Hun Cheol Na Ki Chual    | 小林浩輔   | Na Ki Chual      | 齊藤里枝 川島尚 兒玉和子                            |
| 第43話 |          | 燃燒吧妮諾                       | 燃燒吧妮諾                           | 燃燒吧，妮諾                       | 筆安一幸 | 柊陽菜              | Jeon Byung Cheol Nam Sung Min | 黑瀨大輔   | Jeon Byung Cheol | 不適用                                              |
| 第44話 |          | 叫我滿琉大人                     | 請叫我小小滿大人                     | 請叫我阿滿大人                     | 田邊茂範 | 誌村宏明            | Park Chi Man Nam Sung Min     | 室谷靖     | Park Chi Man     | 齊藤里枝 川島尚 原將治                              |
| 第45話 |          | 決戰！小唯VS秀香                 | 決戰！小唯vs秀香                     | 決戰！結衣對秀香                   |          | 藤澤俊幸            | Nam Sung Min An Jai Ho        | 江副仁美   | Nam Sung Min     | 齊藤里枝 川島尚                                     |
| 第46話 |          | 穿越時空 MY DREAM！              | 穿越時空MY☆DREAM！                   | 穿越時空，MY☆DREAM！               | 福田裕子 | 柊陽菜              | Choi Hun Cheol Na Ki Chual    | 黑瀨大輔   | Na Ki Chual      | 齊藤里枝 川島尚 原將治                              |
| 第47話 |          | 帕庫恐慌！大騷動！               | 帕庫大恐慌！大暴走！                 | 帕庫恐慌！大吵大鬧！               | 金杉弘子 | 山本三輪子 金崎貴臣 | Jeon Byung Cheol Nam Sung Min | 小林浩輔   | Jeon Byung Cheol | 齊藤里枝 川島尚 原將治 戶田沙也加                   |
| 第48話 |          | 傳遞給啦啦 回歸演出！            | 傳達給菈菈的、回歸演唱會！           | 獻給菈菈，復活演出！               | 加藤還一 | 誌村宏明            | Park Chi Man Nam Sung Min     | 安藤良     | Park Chi Man     | 齊藤里枝 川島尚 原將治                              |
| 第49話 |          | 要誕生了！神級偶像！？           | 女神偶像！要誕生了！？               | 女神偶像要誕生了！？               | 筆安一幸 | 佐藤昌文 森脇真琴   | Nam Sung Min An Jai Ho        | 佐藤昌文   | Nam Sung Min     | 齊藤里枝 川島尚 原將治                              |
| 第50話 |          | 張開夢想之翼飛翔吧 MY DREAM！    | 展開夢想的羽翼吧MY☆DREAM！           | 以夢想翅膀高飛吧 MY☆DREAM！        | 土屋理敬 | 森脇真琴            | Choi Hun Cheol Na Ki Chual    | 森脇真琴   | Na Ki Chual      | 齊藤里枝 川島尚 原將治 戶田沙也加 柚山麻美 宮川知子 |
| 第51話 |          | 大家快過來！現在是偶像的時間哦！ | 大家都一起來吧！偶像時間已經開始囉！ | 所有人集合吧！是時候開始當偶像了！ | 福田裕子 | 渡邊健一郎          | Jeon Byung Cheol Nam Sung Min | 渡邊健一郎 | Jeon Byung Cheol | 齊藤里枝 川島尚 原將治                              |

### 播放電視台
| 日本國內       | 日本國內     | 日本國內                     | 日本國內                     | 日本國內                    | 日本國內 | 日本國內             |
| 播放地區       | 播放電視台   | 聯播網                       | 播放日期                     | 播放時間（UTC+9）           | 播放形式 | 備註                 |
| -------------- | ------------ | ---------------------------- | ---------------------------- | --------------------------- | -------- | -------------------- |
| 關東廣域圈     | TV TOKYO     | TXN                          | 2017年4月4日－2018年3月27日  | 星期二 17:55 - 18:25        | 首播     | 製作局               |
| 北海道         | TV北海道     | TXN                          | 2017年4月4日－2018年3月27日  | 星期二 17:55 - 18:25        | 首播     | -                    |
| 愛知縣         | 愛知電視台   | TXN                          | 2017年4月4日－2018年3月27日  | 星期二 17:55 - 18:25        | 首播     | -                    |
| 大阪府         | 大阪電視台   | TXN                          | 2017年4月4日－2018年3月27日  | 星期二 17:55 - 18:25        | 首播     | -                    |
| 岡山縣、香川縣 | 瀨戶內電視台 | TXN                          | 2017年4月4日－2018年3月27日  | 星期二 17:55 - 18:25        | 首播     | -                    |
| 福岡縣         | TVQ九州放送  | TXN                          | 2017年4月4日－2018年3月27日  | 星期二 17:55 - 18:25        | 首播     | -                    |
| 日本全國       | BS JAPAN     |                              |                              | 衛星電視                    |          | -                    |
| 日本全國       | AT-X         |                              |                              | 衛星電視                    | 次輪播放 | 有重播               |
| 日本國外       |              |                              |                              |                             |          |                      |
| 台灣           | MY KIDS TV   | 不適用                       | 2019年9月8日－2020年8月23日  | 星期日 11:30-12:00          | 海外播放 | 國語配音、有字幕     |
| 香港           | 翡翠台       | 不適用                       | 2020年7月14日－2021年1月12日 | 星期二、三 17:20-17:50      | 海外播放 | 粵日雙語播放、有字幕 |
| 台灣           | FOX台灣頻道  | 2019年9月8日 - 2020年8月23日 | 星期日19：00-20：00          | 中文改編配音版、有字幕/重播 |          |                      |

| 翡翠台 星期二、三 17:20－17:50 節目                                                | 翡翠台 星期二、三 17:20－17:50 節目            | 翡翠台 星期二、三 17:20－17:50 節目              |
| ---------------------------------------------------------------------------------- | ---------------------------------------------- | ------------------------------------------------ |
|                                                                                    | IV （2020年7月14日－2021年1月12日）            |                                                  |
| 幸福爆發！光之美少女                                                               | 新貓狗寵物街                                   |                                                  |
| 香港 Hands Up Channel 星期一至六08:10-08:40、星期日08:05-08:35（每三小時重播一次） |                                                |                                                  |
| 偶像夢幻祭                                                                         | IV （2021年11月4日－2021年12月24日）           | 夢夢貓                                           |
| 香港 翡翠台 星期一至五 16:15-16:50 節目 · 2022年5月6日臨時節目調動暫停播映         |                                                |                                                  |
| 櫻桃小丸子 重播，第745－795、836集                                                 | IV 重播 （2022年3月14日－5月24日）             | 花漾精靈III                                      |
| 香港 Hands Up Channel 每日08:05-08:35                                              |                                                |                                                  |
| 偶像夢幻祭                                                                         | IV （2022年4月27日－6月16日）                  | 幸福爆發！光之美少女                             |
| 香港 Hands Up Channel 每日08:05-08:35                                              |                                                |                                                  |
| 偶像夢幻祭                                                                         | IV （2022年10月29日－12月18日）                | 星光少女                                         |
| 臺灣 FOX台灣頻道 週日19：00-20：00                                                 |                                                |                                                  |
| 星光樂園3                                                                          | 偶像時間星光樂園 (2019年9月8日-2020年8月23日） | 嘴砲吧！Youtuber （2020年8月30日-2023年7月30日） |

## 外部連結
- TV動畫-「星光樂園偶像時間」-東京電視台官網 （页面存档备份，存于）（日語）
- TV動畫-「星光樂園」DVD・CD公式首頁 （页面存档备份，存于）（日語）
- アイドルタイムプリパラ応援隊　モバイルファンクラブ （页面存档备份，存于）（日語）
- 動畫-「星光樂園」公式TWITTER的X（前Twitter）